# 石田英勝
石田 英勝（いしだ ひでかつ、1908年（明治41年）- 1945年（昭和20年）4月）は、日本の飛込競技選手、陸軍軍人。1932年ロサンゼルスオリンピックに出場した。

## 経歴
1908年、石川県に生まれる。慶應義塾大学を卒業し、日本飛行学校に入学して二等飛行士となる。その後、アジア飛行学校に勤めながら志村弘の指導の下で飛込競技に励む。1931年の全日本選手権では高飛込で優勝した。1932年のロサンゼルスオリンピックでは飛込競技の日本代表として高飛込に出場し、選択飛込では優秀な成績を残すが、規定飛込に失敗したため75.92点で8位（最下位）に終わる。既に美貌を買われて日本映画フィルム社からスカウトを受けていた石田は水泳を題材とした映画『水上制覇のかげに』の主演を務めるが、俳優になることはなかった。その上、翌年には野球についての映画の撮影のために無許可で飛行機を飛ばしたことで罪に問われた。第二次世界大戦中は陸軍の特別飛行隊に所属し、1945年2月にフィリピンで36歳で戦死した。